# Người Mỹ gốc Tây Ban Nha
Người Mỹ gốc Tây Ban Nha (tiếng Anh: spanish Americans, tiếng Tây Ban Nha: españoles estadounidenses, hispanoestadounidenses, españoles americanos hoặc hispanonorteamericanos) là một công dân Mỹ đến từ Tây Ban Nha. Từ năm 1565, người Mỹ gốc Tây Ban Nha đã xuất hiện ở Florida và hiện là nhóm dân tộc lớn thứ tám ở Hoa Kỳ. Khoảng 50 triệu người Mỹ gốc Tây Ban Nha, hầu hết trong số họ là người gốc Tây Ban Nha và nhóm dân tộc quá lớn đến nỗi chủ nghĩa thực dân Tây Ban Nha là lý do chính để thành lập các thuộc địa ở México và Nam Mỹ (ngoại trừ Brasil).

## Nhân vật nổi tiếng

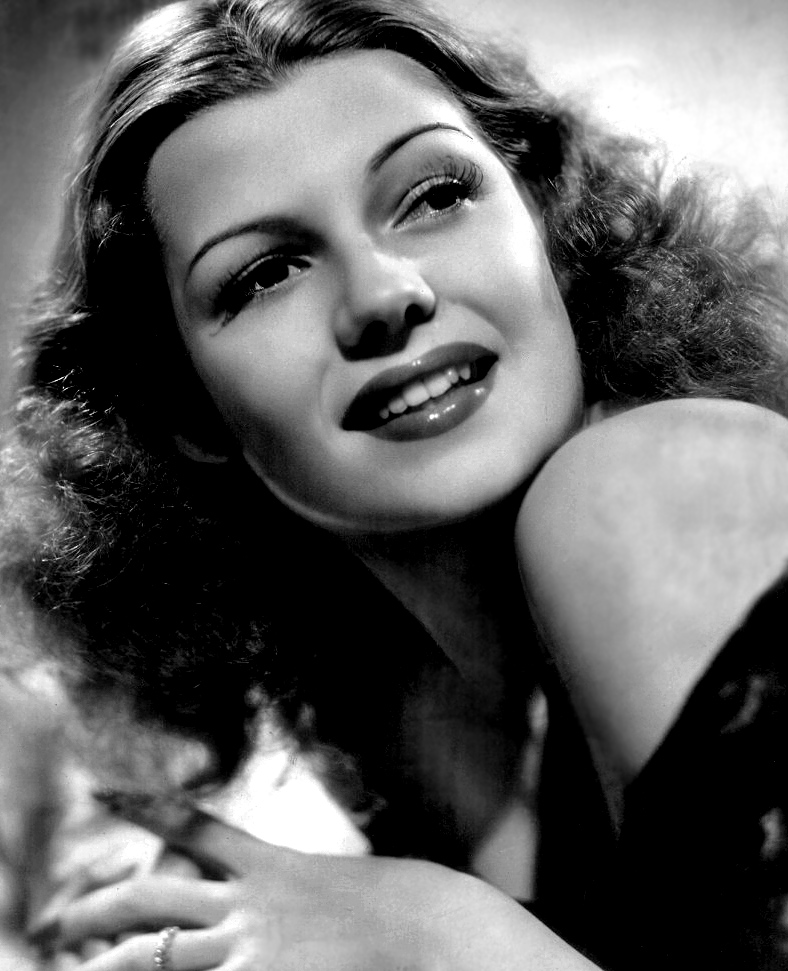
Rita Hayworth, nữ diễn viên, vũ công
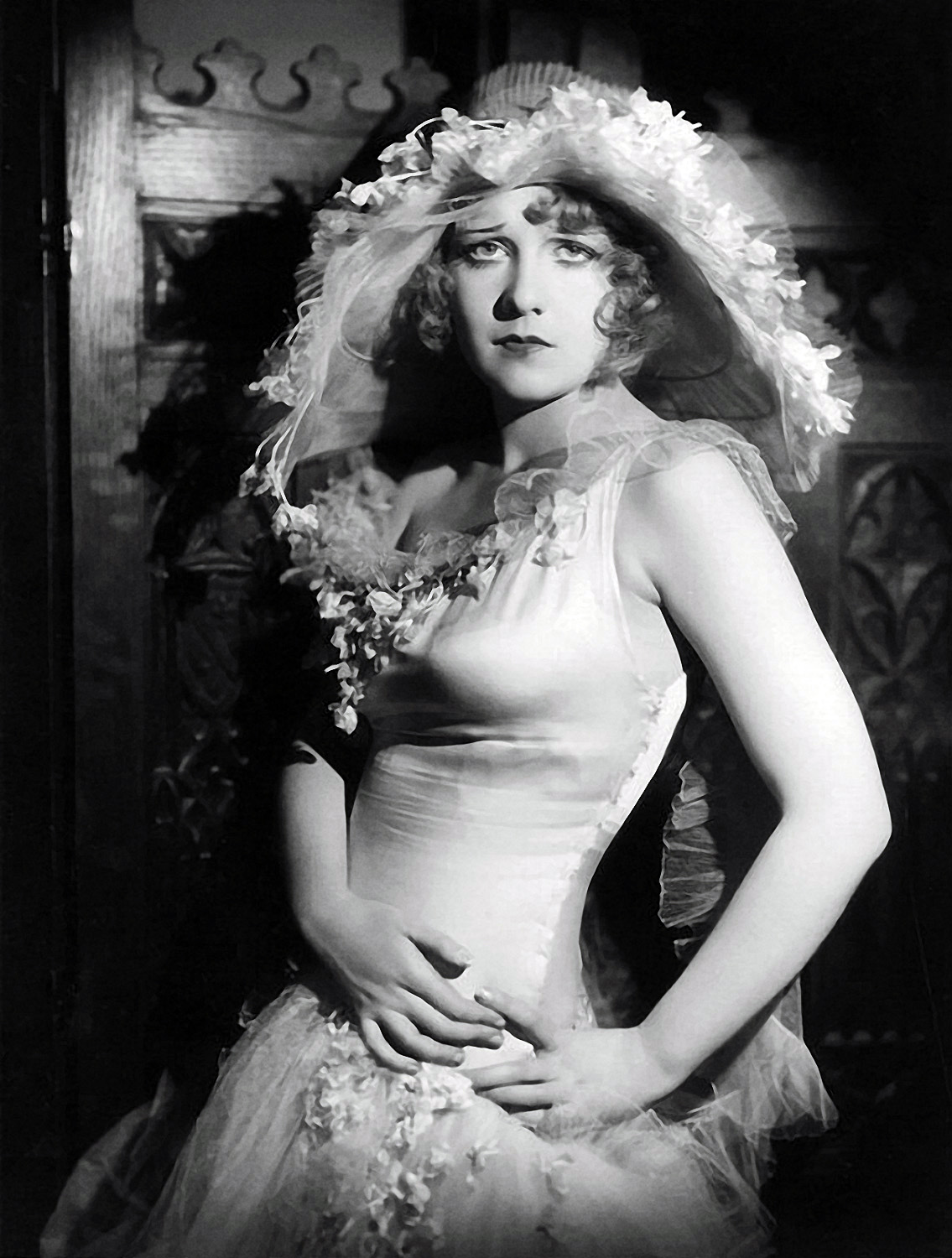
Anita Page, nữ diễn viên nổi tiếng
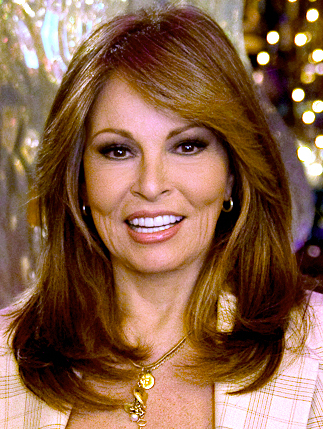
Raquel Welch, nữ diễn viên, ca sĩ
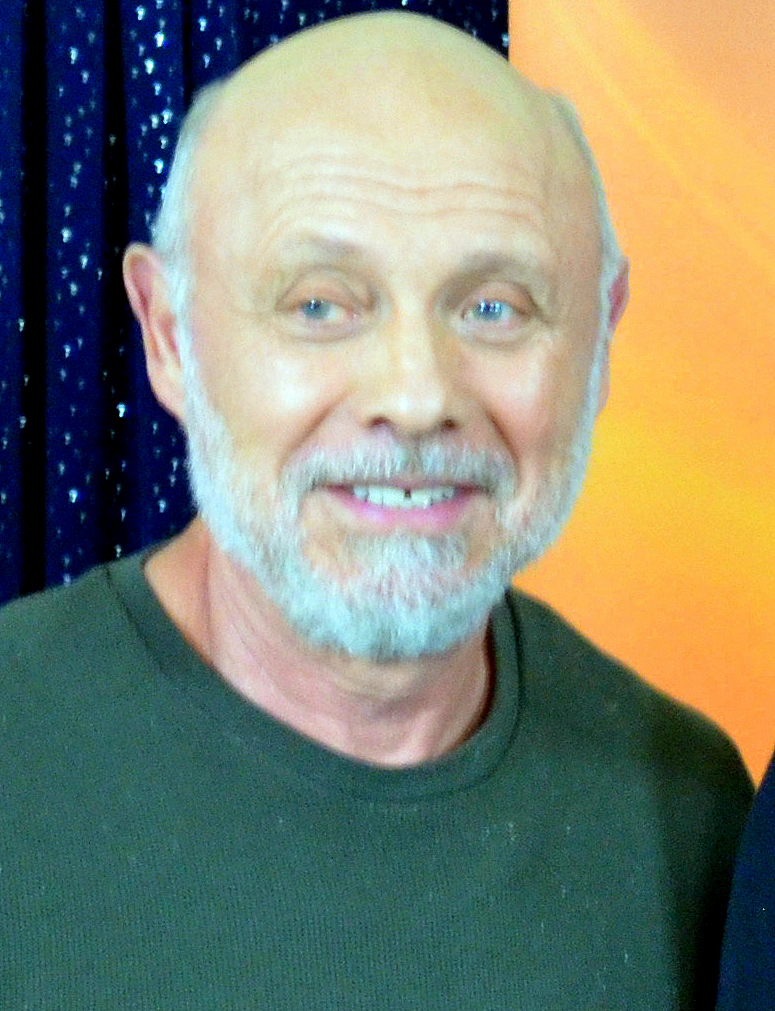
Héctor Elizondo, nam diễn viên nổi tiếng.
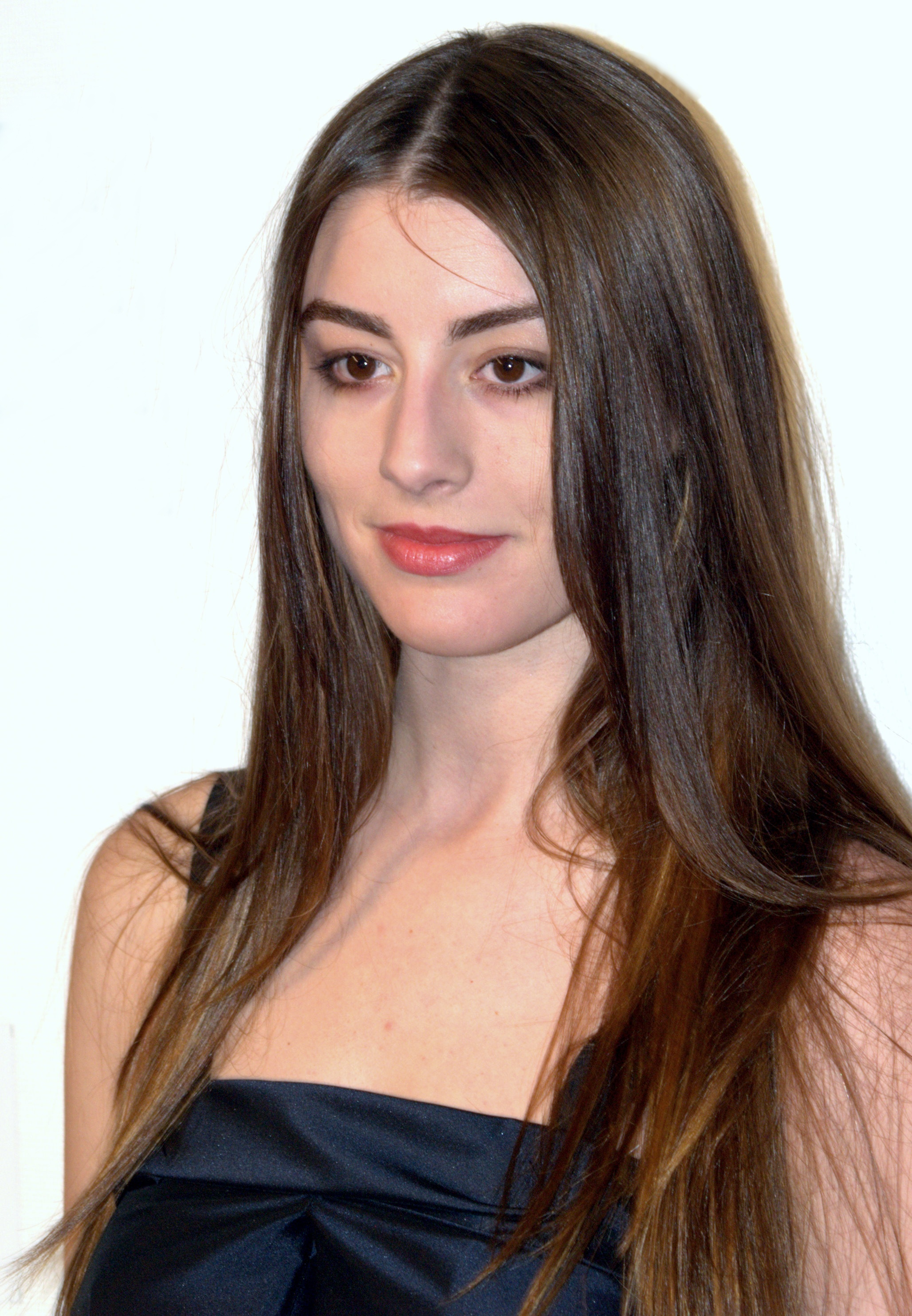
Dominik Garcia-Lorido, nữ diễn viên nổi tiếng
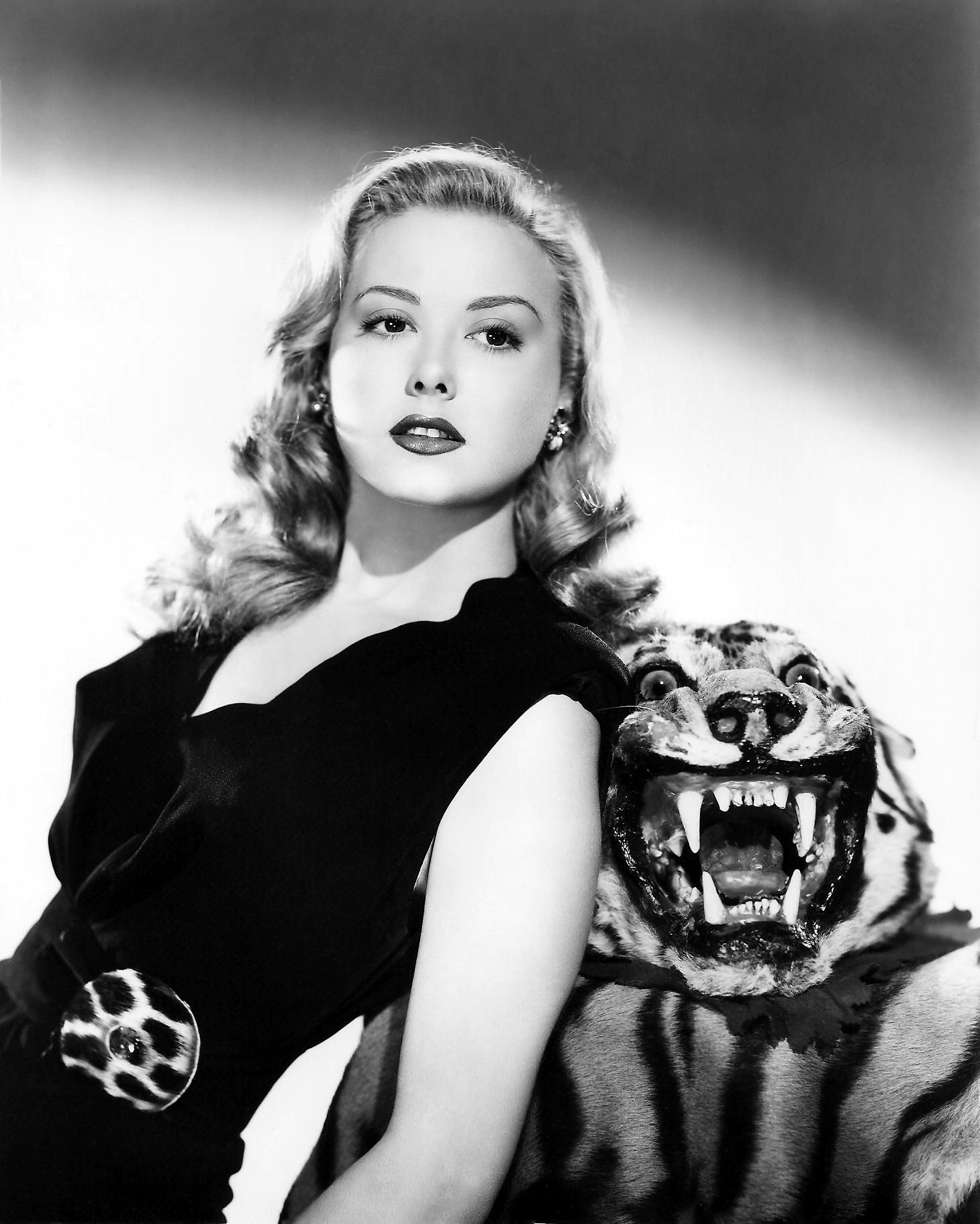
Adele Mara, nữ diễn viên, ca sĩ, vũ công